# Angelo Dedivitis
Ângelo Dedivitis (10 de novembro de 1906 - 23 de fevereiro de 1991) foi um participante da Revolução Constitucionalista de 1932 e de várias atividades político-sociais, sendo Líder Sindical dos Empregados do Comércio de São Paulo. Fundador do P.T.B., Partido Trabalhista Brasileiro, foi candidato a deputado estadual e vereador. Foi diretor do "SERAC", Serviço de Recreação Operária, órgão do Ministério do Trabalho, sendo também, Delegado do Imposto Sindical de São Paulo. Fez parte dos jurados da 1ª Vara Auxiliar do Juri. Foi representante de várias empresas de São Paulo. Foi revisor da Câmara Municipal, sendo funcionário municipal. Diretor da Federação Paulista de Basquete, sócio vitalício e benemérito da Sociedade Esportiva Palmeiras, desde 1926, tendo ocupado a maioria dos cargos da diretoria, foi Conselheiro Vitalício, sendo membro do Conselho de Orientação e Fiscalização, desde 1971, e Presidente do mesmo órgão, no biênio 77/78, sendo reeleito membro efetivo daquele Conselho, no biênio de 79/80, fundou na Sociedade Esportiva Palmeiras, a "Escola de Alfabetização de Adultos" e, criou o Grupo de Escoteiros da mesma Sociedade. Fez parte do Conselho da Associação das Damas de Caridade São Vicente de Paulo, entidade que ampara velhos. Participava como colaborador e incentivador da Creche "A Nossa Casa da Criança", entidade que ampara 120 crianças, de 1 a 7 anos. Participava da Sociedade de Auxílio Fraterno da Lapa e de várias outras entidades esportivas e filantrópicas.  Faleceu em 23 de fevereiro de 1991.